# Comuna de Radomsko
Radomsko (polaco: Gmina Radomsko) é uma gminy (comuna) na Polónia, na voivodia de Lodz e no condado de Radomszczański. A sede do condado é a cidade de Radomsko.
De acordo com os censos de 2004, a comuna tem 5618 habitantes, com uma densidade 65,8 hab/km².

## Área
Estende-se por uma área de 85,34 km², incluindo:
- área agricola: 52%
- área florestal: 43%

## Demografia
Dados de 30 de Junho 2004:
|                      | Total   | Total | Mulheres | Mulheres | Homens  | Homens |
| -------------------- | ------- | ----- | -------- | -------- | ------- | ------ |
|                      | pessoas | %     | pessoas  | %        | pessoas | %      |
| População            | 5618    | 100   | 2845     | 50,6     | 2773    | 49,4   |
| Densidade (pop./km²) | 65,8    | 100   | 33,3     | 33,3     | 32,5    | 32,5   |

De acordo com dados de 2002, o rendimento médio per capita ascendia a 1107,5 zł.

## Subdivisões
- Bobry, Dąbrówka, Dziepółć, Grzebień, Kietlin, Okrajszów, Płoszów, Strzałków, Szczepocice Rządowe.

## Comunas vizinhas
- Dobryszyce, Gidle, Gomunice, Kobiele Wielkie, Kodrąb, Kruszyna, Ładzice, Radomsko